# ¡Qué talento!
¡Qué talento! (en portugués: Que Talento!) es una serie de comedia musical brasileña que se emite en Disney Channel Brasil. Tiene como protagonistas a  Mayra Arduini y Bruno Martini, integrantes del dúo  College 11. La serie está siendo grabada en São Paulo y tuvo su estreno en el canal Disney Channel Brasil el 17 de mayo de 2014, después del estreno de la película Cloud 9. En junio de 2014, la serie fue renovada para una segunda temporada y en octubre de ese mismo año, fue renovada para una tercera.

## Sinopsis
La serie retrata el día a día en la agencia de talentos Barulho Talents, comandada por Champ en su garaje. Champ es un instructor de nuevos talentos con planes milagrosos, pero con una habilidad espectacular en retirar lo que la gente tiene de mejor dentro de sí y ayudar a poner en práctica, haciendo que se convierten en futuros grandes artistas. Champ lleva a Bruno a la agencia, un joven inseguro, que fue sustituido por su banda. Allí conoce Mayra, una joven que acaba de mudarse a São Paulo, y juntos, ella y Bruno, forman una banda actuada por Champ para convertirse en un gran éxito.

## Producción
Después de participar en dos episodios de la primera temporada de Violetta, Disney decidió ordenar un piloto para una serie de comedia donde ambos miembros de la banda estuvieran involucrados en el proyecto. A mediados de noviembre de 2013, un piloto fue grabado y posteriormente en febrero de 2014, Disney Channel aprobó la grabación de la primera temporada de la serie.

## Episodios
| Temporada | Temporada | Episodios | Brasil                  | Brasil                | Latinoamérica            | Latinoamérica          |
| Temporada | Temporada | Episodios | Comienzo                | Final                 | Comienzo                 | Final                  |
| --------- | --------- | --------- | ----------------------- | --------------------- | ------------------------ | ---------------------- |
|           | 1         | 14        | 17 de mayo de 2014      | 29 de junio de 2014   | 27 de septiembre de 2014 | 8 de noviembre de 2014 |
|           | 2         | 12        | 6 de septiembre de 2014 | 12 de octubre de 2014 | 6 de enero de 2015       | 20 de febrero de 2015  |
|           | 3         | 26        | 15 de febrero de 2016   | 15 de abril de 2016   | 15 de febrero de 2016    | 15 de abril de 2016    |

## Elenco

### Principales
| Actor/Actriz             | Personaje       | Temporadas | Temporadas | Temporadas | Temporadas |
| Actor/Actriz             | Personaje       | 1ª         | 2ª         | 3ª         |            |
| ------------------------ | --------------- | ---------- | ---------- | ---------- | ---------- |
| Gabriel Calamari         | Champ           | Principal  | Principal  | Principal  |            |
| Bruno Martini            | Bruno           | Principal  | Principal  | Principal  |            |
| Mayra Arduini            | Mayra           | Principal  | Principal  | Principal  |            |
| Johnny Franco            | Frank           | Principal  | Principal  | Invitado   |            |
| Gabrielle Varcica        | Shirley Recorde | Principal  | Principal  | Principal  |            |
| Cristiano Kunitake       | Hirochi         | Principal  | Principal  | Principal  |            |
| Pedro Henrique Meirelles | Milton Carter   | Principal  | Principal  | Principal  |            |
| Nathalia Cano            | Carol           | Principal  | Principal  | Principal  |            |
| Bruno Gonzales           | João            | Principal  | Principal  | Principal  |            |
| Isabella Costa           | Chororô         | Principal  | Principal  | Principal  |            |
| Jonathan Well            | Gelzinho        | Principal  | Principal  | Secundario |            |
| Valeria Baroni           | Victoria        |            |            | Principal  |            |
| Isabella Scherer         | Sarita          |            |            | Principal  |            |
| Bruno Peixoto            | Lucas           |            |            | Principal  |            |

### Secundarios e invitados
| Actor/Actriz  | Personaje | Temporadas | Temporadas | Temporadas | Temporadas |
| Actor/Actriz  | Personaje | 1ª         | 2ª         | 3ª         |            |
| ------------- | --------- | ---------- | ---------- | ---------- | ---------- |
| Fernando Mais | Açucarado | Secundario | Secundario | Secundario |            |
| Kauê Gibran   | Açucarado | Secundario | Secundario | Secundario |            |

e cerdadw

## Transmisión

### En Disney Channel
| País(es) | Canal                          | Estreno                  | Título        | Ref. |
| --- | ------------------------------ | ------------------------ | ------------- | ---- |
| Brasil | Disney Channel Brasil          | 24 de mayo de 2014       | Que Talento!  | TBA  |
| México · Colombia · Venezuela · Centroamérica · Argentina · Chile · Paraguay · Uruguay · Perú · Ecuador · Bolivia | Disney Channel (Latinoamérica) | 27 de septiembre de 2014 | ¡Qué talento! | TBA  |

### Otras emisoras
| País(es) | Canal    | Estreno                 | Título        | Ref. |
| -------- | -------- | ----------------------- | ------------- | ---- |
| Brasil   | SBT      | 5 de septiembre de 2015 | Que Talento!  | TBA  |
| Italia   | Rai Gulp | 4 de julio de 2017      | ¡Que talento! | TBA  |